# 膽石病
膽石病（cholelithiasis）俗稱膽結石，是膽道系統（包括膽囊和膽管）內發生結石的疾病。
膽石（cholelith）是位於膽道系統內的石化異物，膽囊結石（cholecystolith，gallstone）则特指在膽囊內的结石。
大多數膽結石患者（約80%）不曾有過症狀。膽結石的患者中，有1-4%每年發生腹部右上方痙攣疼痛，稱為膽道絞痛，膽結石併發症包含膽囊炎，胰腺炎和肝炎。這些併發症可能導致持續超過五小時的疼痛、發燒、黄疸、嘔吐或尿液呈現茶色等症狀。
膽結石的危險因子包括避孕藥，懷孕，膽結石家族史，肥胖症，糖尿病，肝病或快速減肥。膽結石在膽囊形成，通常來自膽固醇或膽紅素。由症狀可推論可能罹患膽結石，然後使用超音波確診，併發症也可從血液檢查中發現。
預防膽結石的方式有保持健康體重、高纖飲食和降低單醣的攝取。當有病徵才需要治療。治療方式一般建議手術去除膽囊，可以由幾個小切口或由單個較大的切口完成。手術通常在全身麻醉下完成。無法進行手術的人，會嘗試用藥物來溶解石塊或超音波震碎。
发达國家中，10-15％的成年人患有膽結石，然而，非洲許多地區的發生率低至3%。2013年膽囊和膽道相關疾病盛行人數約1.04億人（1.6％），造成106,000人死亡。女性比男性常出現膽結石的情形，而且在40歲以後更常見。種族也影響了膽結石發生率，例如，48％的美國印第安人有膽結石。病人在进行膽囊切除手術後，一般而言結果都很好。

## 歷史
第一次發現膽結石，是在3000年前左右，埃及第二十一王朝（前1085年─945年）的某位女祭司木乃伊身上所發現，而在發現結石的木乃伊中最古老的是西元前4800年，中國首度發現在馬王堆漢墓中的女屍，經過屍體解剖，發現膽囊內含有膽固醇結石及膽色素結石。
在外科治療膽結石方面：
- 十世紀，伊斯蘭教醫師已知經膽皮管挾石頭。
- 十八世紀，使用套型穿刺針來引流腹壁膿腫。
- 十九世紀，約翰·斯托夫·巴布（John Stough Babb）做了膽囊切開術取結石。
- 1882年，柏林醫師 卡爾·藍吉巴哈（Carl Langenbuch）做了世界上第一個膽囊切除手術。
- 1890年，瑞士醫師 路德維格·庫瓦西耶（Ludwig Courvoisier）做了總膽管切開取石術。
- 1980年，傳統以膽囊切除術治療膽結石發生了改變，至今仍在評估其價值，如：口服化學溶劑，體外震波碎石術，經皮穿刺灌注藥物溶解和抽取術，以及腹腔鏡膽囊切除術等。
- 1985年，德國醫師 埃裡奇·梅希芝（Erich Muhe），使用目前最常治療方法的腹腔鏡膽囊切除術。
- 1987年，法國醫生 菲力浦·毛利特（Phillipe Mouret）進一步完善了腹腔鏡膽囊切除的操作並且獲得巨大聲譽。
- 1990年12月，在台灣，由國泰醫院黃清水醫師首度將腹腔鏡膽囊切除術用於臨床治療。

## 膽石
所謂膽石就是膽汁（從肝臟排出的消化液）的成分起變化，進而由其成分造成結石。膽囊中的結石稱為「膽囊結石」，膽管中的結石稱為「膽管結石」。此二者在形成方式、成分、症狀上，均具有個別的特徵。

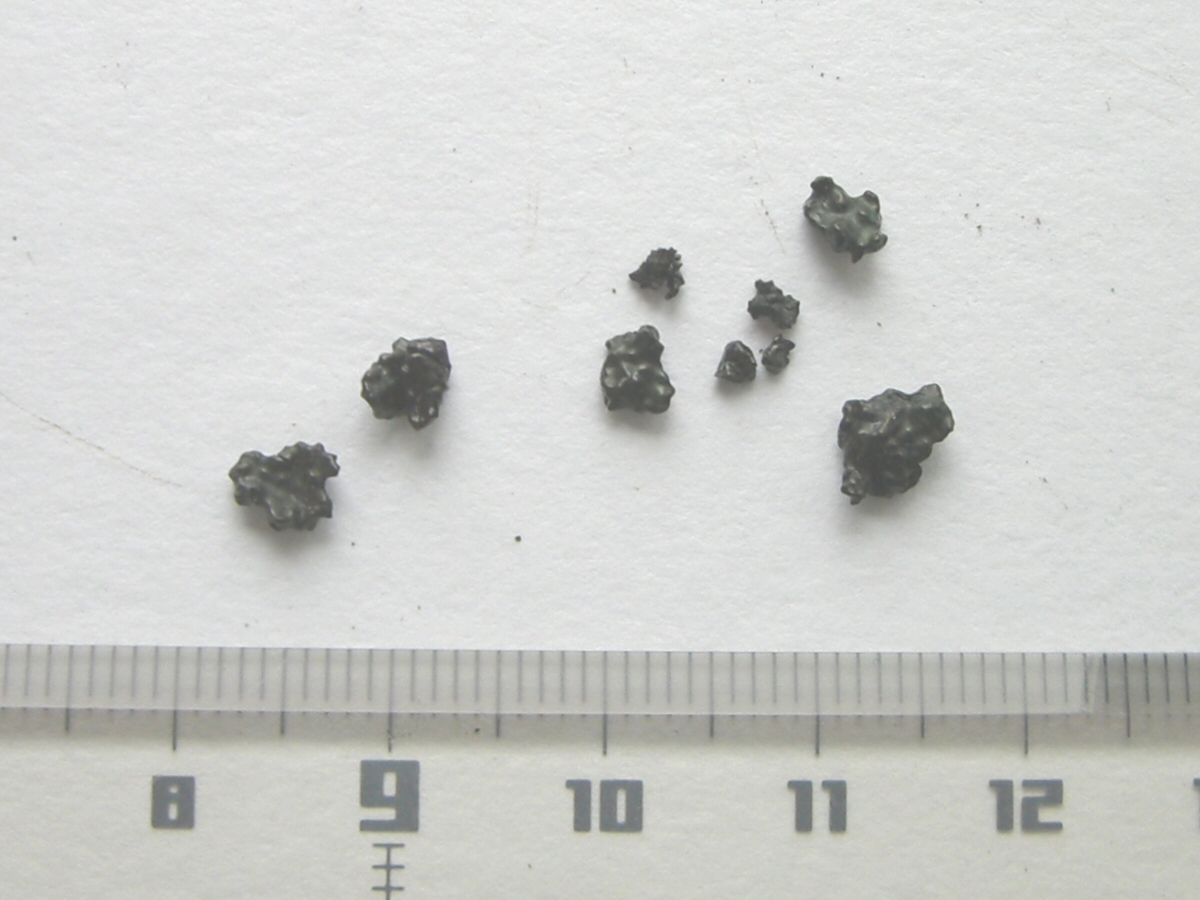
黒色膽石

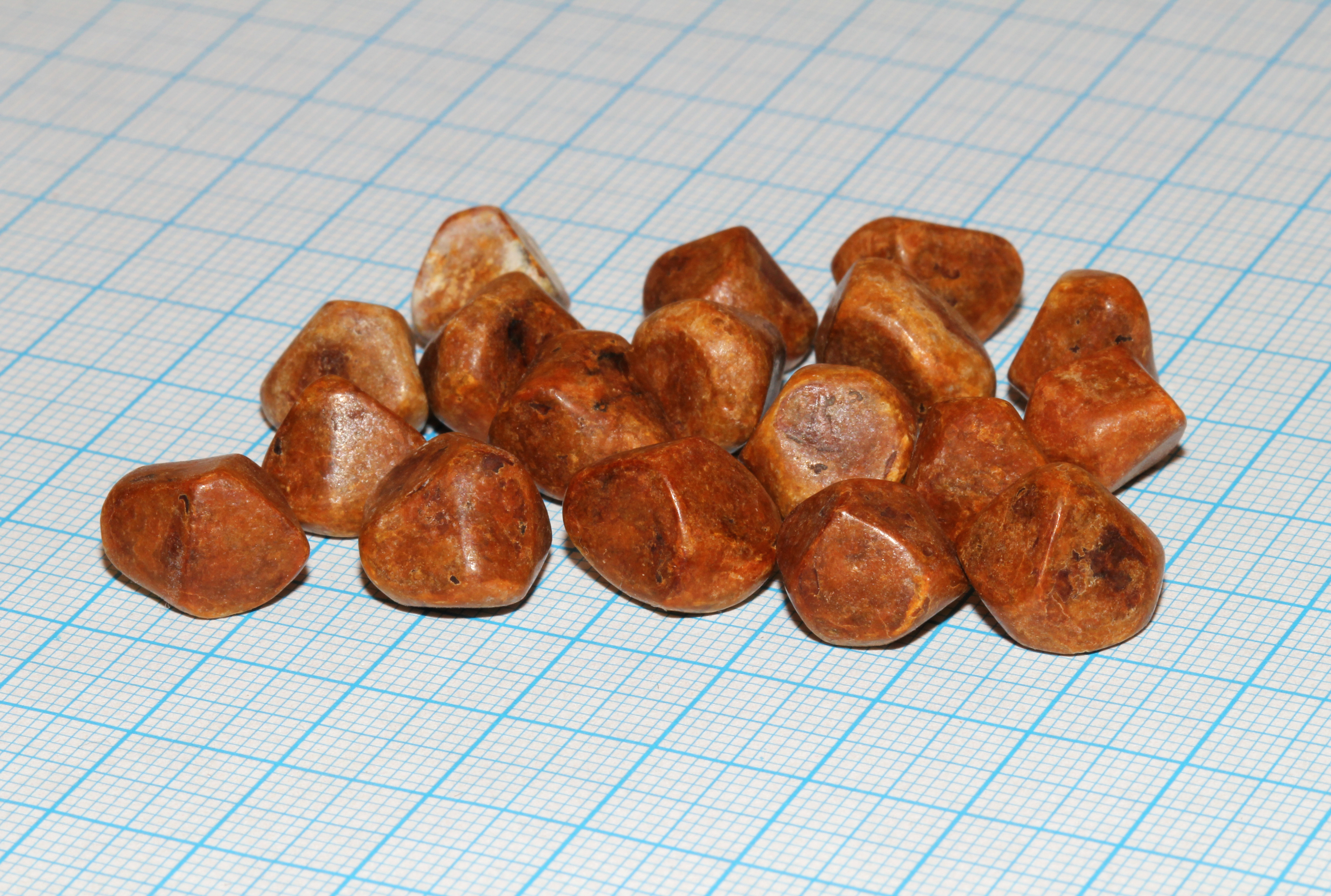
大型膽石

### 大小與形狀
一般患者具有的膽石數目可能是一個或數個，甚至可能是數百、數千個。有些病例竟高達九千個。
在數目眾多的情況下，膽石的形狀都很小，呈砂狀或泥狀者稱為「膽粒」（膽砂）。大的膽石可能有數十毫米大。
在形狀方面、有蛋形、桑椹形，不規則形等。若在狹窄的膽囊中形成膽石，彼此接觸的部份會壓碎成平面，形成骰子狀，稱為「切子面」。膽石若產生於纖細的膽管中，就形成樹枝狀的膽管或糖球狀突起的結石。

### 成分與種類
膽石的成分主要是膽汁中的膽固醇和膽紅質（膽汁色素）。此外，尚有含鈣和脂肪酸為主成分者。
膽石依其主成分加以區別，有膽固醇石、膽紅素石、鈣石、脂肪酸石及其他。
從治療的觀點看，可大別為膽固系統石和膽紅素系統石二類。
大部份的膽石均屬此兩者之一，鈣石的性質與症狀類似膽固醇、脂肪酸石，其他膽石則類似膽紅素石。

### 構造與顏色
膽石的內部構造，依該膽石的構成成分而定。膽固醇石為放射狀，膽紅質石為似樹木年輪般的層狀，脂肪酸石為似百合根般的層狀。某種膽紅質石和蛋白質石、碳水化合物石則無特殊構造。
膽固醇石的顏色從白色或淡黃色到淡褐色或暗褐色，其程度依共存的膽紅質量而定，硬度則到達可用刀子割開的程度。膽紅質石的顏色是暗褐色或黑色，蛋白質石、碳水化合物石的顏色為黑色。

### 發生的部位
胆结石可能发生在肝内胆管，胆囊或胆总管。

## 患者
膽石病中也有不出現症狀的病例，同時有增加之傾向。

### 容易罹患的性別與年齡
容易罹患膽石的年齡是中年以上，年輕者也有增加的傾向。偶而，新生兒與幼兒也發生同樣的情形。
性別方面，在歐美是女性比男性多1.5倍至3倍。在日本聽說以男性居多，但最近似以女性佔多數，特別是年輕女性約為男性的1.5倍。

### 容易罹患的體質
體型瘦者也會罹患膽石，但一般而言，常見於喜歡吃脂肪食物的人，即有形成膽固醇結石的傾向。

## 產生膽石的原因
一般原因如下：
1. 多个基因联合作用
2. 细菌感染
3. 血吸虫感染
4. 暴饮暴食
5. 高脂/低脂饮食
6. 胆囊炎
7. 不正确生活方式（比如节食减肥）
8. 其它说法

較聞名的是新陳代謝障礙說、膽汁淤滯膽道說（膽汁鬱積）、膽道炎症說、感染說、自律神經失調說等。事實上，是綜合上述各種原因所導致的。
最受重視的是上述各種原因所引起的膽汁成分變化。膽固醇在膽汁中處於飽和狀態，若產生某種變化，馬上結晶成為膽石。
膽汁會起變化，多半是具有溶解膽固醇能力的膽汁酸減少。例如膽囊引起炎症，膽汁中的膽汁酸被膽囊壁吸收，而膽固醇不被吸收；使得膽固醇和膽汁酸的比例變大，最後產生膽石。此外，對於膽固醇的溶解，膽汁中的脂肪酸與卵磷脂也有密切關係。
某些細菌（如E. coli）會造成膽汁中水溶性膽紅素分解，分解後的游離型膽紅素再與鈣離子形成沉澱即為結石。
膽汁淤滯於膽道內也會引起膽汁成分的變化。交感神經與副交感神經等所造成的膽道緊張及運動失調也一樣，而且生活條件（例如整日坐著工作的人，有束腹習慣的人、有便秘傾向的人）也有影響。
妊娠時與產後的女性也極易造成膽石，這是因為血液和膽汁中的膽固醇增加，且隨著胎兒的成長，膽道受壓迫而引起膽汁淤滯。荷爾蒙的異常也是原因之一。

## 膽石和疝痛
膽石的症狀中，最具特徵的是膽石發作。發作時的疼痛稱為膽石疝痛，大都發生於右上腹部。

### 疝痛
所謂疝痛是胃、腸、膀恍、膽道、腎盂、尿管等空洞狀或管狀之臟器的平滑肌發生痙攣，而引起疼痛的狀態。最具代表性的例子是膽石疝痛和腎石疝痛。膽石疝痛的疼痛從右上腹部擴散至右肩（稱為放射痛），且出現輕微的黃疸。

### 膽石疝痛與胃痙攣
膽石疝痛是上腹部疼痛，所以常有人誤認為是胃痙攣。胃痙攣是指急性胃炎、胃潰瘍、十二指腸潰瘍、蛔蟲症、膽石病、急性胰臟炎時的疼痛，不一定與胃的痙攣相關。

### 癪
是一種常見於女性腹部與胸部的疼痛，往往被視為老毛病。膽石疝痛、胃痙攣、子宮痙攣、腸神經痛等均屬之。

### 疝痛的原因
膽石疝痛的發作是因為膽石移動而刺激膽囊壁，特別是膽石進入膽囊管或總膽管的狹窄地方，刺激膽管壁，使膽管或總膽管括約肌發生痙攣而引起。膽石進入狹窄的管內，刺激管壁，同時提高膽道的內壓這是疼痛的原因。

### 疝痛的誘因
膽石疝痛的發作，經常是攝取過量的脂肪食物或暴飲暴食所致。
身體與精神的過度操勞、情緒不安也是誘因之一。此外，便秘或妊娠也會導致膽石疝痛。

### 引起發作的時間
雖然說無一定性，但通常在飯後三至四小時內，尤其是晚飯後至半夜的時間。這是因為晚餐較豐富且容易暴飲暴食，飯後數小時，膽道受刺激，副交感神經呈緊張狀態，以致於給疝痛提供了一良好機會。

### 發作的持續時間
輕微的話，幾分鐘內就會好轉，但也有劇痛持續數日的例外情形，通常在數小時內就會消失。疼痛劇烈時，有注射止痛藥之必要。膽石進入膽管，阻塞膽汁的流動，此狀態長久持續會導致閉塞性黃疸及肝臟障礙，進而變成膽血症的嚴重情況。

## 發作的症狀與經過
膽結石可能無症狀，但也可能會引發不適，發作症狀如下：

### 初始症狀
在劇痛發作之前，產生上腹部的發脹、噁心、嘔吐等現象。有數次發作經驗的人，能事先預知。

### 發作時的症狀
急性期可能會產生墨菲式徵候（Murphy's sign），突然出現上腹部的疼痛，且經常偏向稍右側。疼痛的最強點是在右上腹部，患者常因劇痛而抱著右側腹彎下腰來，簡直痛苦不堪。疼痛會從上腹部擴散至右胸、右背、右肩等膽道之外的地方。胰臟炎也有放散痛的情形，其特徵是放散至左背和左肩。
發作時，患者全身出冷汗、感覺寒冷與發抖，有時也發燒。此外，引起強烈的嘔吐，在吐出滲有黃色膽汁的東西後才較舒服些。疝痛發作後會出現輕微的黃疸，使糞便呈灰白色、尿液呈濃褐色。這是因為膽石阻塞於膽管，膽汁無法流至腸內所致。
右肋骨下面也會緊張與僵硬，手壓時會覺疼痛，也可觸摸到發腫的膽囊。

### 間歇期的症狀
在平抑後的間歇期內，通常沒有劇烈的症狀。只感覺左背部有壓迫感，右邊肋部會疼痛，上腹部略微發脹而已。有些患者亦會排便異常或便秘，但也有人全無此症狀。

## 檢查與診斷
診斷時，為患者的症狀可略知梗概。為求正確起見，最好進行下列的檢查。

### 超音波
该方法是基础检查方法，限于技术手段或者医生技术问题，有时并不能检查出结果。

### CT檢查
CT可以检查出胆红素结石，胆固醇结石在CT并不显影。

### MRI核磁共振檢查
肝胆MRI可以照出胆红素和胆固醇结石。

### ERCP内镜檢查
该方法主要是通过探查确定胆道梗阻的位置，如果结石较小，可以取出放在大肠里排出。

### X光檢查
用于开腹手术后，从T管注入造影剂，确定是否还有结石。

### 其他檢查法
諸如利用超音波診斷膽石。亦即一方面用腹腔鏡觀察腹部，一方面直接把造影劑注入膽囊中，然後再進行X光攝影的方法。

## 併發症
膽石的發作長久持續、反覆引起，並導致炎症時，常引起各種麻煩的併發症。有併發其他病症之可能時，宜進行手術將膽石去除。
其併發症有膽囊炎、膽管炎及其所續發的膽囊穿孔、膽汁性腹膜炎、肝臟膿瘍、胰臟炎、敗血症等。小的膽石會經由膽管而排入腸內，和糞便一起排出體外，但二公分以上的大膽石則無法排出。若想將之排至腸內會使膽囊和腸癒著，且在該處形成穿孔（膽汁瘻），從穿孔處排至腸。膽石通過腸時，常梗在狹窄部份，尤其是小腸間大腸間的瓣導致腸閉塞，有此情形得趕快施行手術。
反覆產生膽道炎症或閉塞性黃疸會導致肝障礙。膽石的刺激也被認為是造成膽囊癌與膽管癌的原因之一。

## 臨床治療

### 內科療法
雖有膽石疝痛的現象。但若輕微時，服用鎮痛劑即可治癒。疼痛劇烈時，則應馬上接受醫生的診治。
發作平抑後的飲食，宜從吃稀飯之類刺激少的碳水化合物食品開始，再逐漸改換為固體食物。脂肪食物和刺激食品要暫時避免。
發燒和黃疸持續數日以上時，最好住院接受精密檢查，以決定有無手術之必要。治療方式大致如下：

### 外科療法
膽石的手術時期，尚無確切的定論。必須動手術去除膽石的情形有下列數種：併發穿孔和膽汁性腹膜炎、嚴重的膽道炎和膿瘍、肝臟障礙。膽石阻塞於膽管，造成閉塞性黃疸。不斷復發膽石疝痛。膽石很大且大量阻塞於膽囊時，膽囊萎縮改變形狀時，膽石數目多時，醫生也會考慮是否該動手術。
此外，也有數個小膽石存於膽囊，無任何併發症及症狀的情形小膽石有自然排出的可能，且有些人雖有小膽石卻未出現任何症狀。所以應檢查該膽石是否為惡性，以便提早接受手術。
手術時，膽囊中有膽石者，原則上是切除膽囊。若只去除膽石，膽石會輕易地再產生，在效果上並不理想。膽管擴張且有膽石時，應施行總膽管切開手術，把膽管內的膽石完全去除。手術前需麻醉全身，時間約為一至二小時。

### 治疗误区
现阶段唯一成熟对胆结石的疗法是外科手术去除。
胆囊切除后不影响正常的生活，有患者为了不切除胆囊，轻信网上甚至不少庸医的所谓排石疗法。
如果结石可以通过自身机能排出，已经自动排出，使用排石方法极可能导致结石卡死。
如果卡死在胆囊和胆总管接口处，引起剧烈疼痛会比胆结石发作高3个数量级（使用吗啡或者杜冷丁之后感觉比胆结石发作还疼，并且麻醉药物疗效只能维持10分钟）。
如果卡死在胆总管与胰管接口以上，会导致机体停止循环，黄疸，肝功能受影响，不能吃饭喝水，全身瘙痒。
如果卡死在胰腺和胆管接口下方，导致胰腺分泌受阻，胰腺液是为了消化蛋白质，因为其分泌受阻，其会消化胰腺本身，引起极其严重的胰腺炎并可能危及生命。

### 关于医生建议
现阶段医患关系非常紧张，医生为了免担责任，往往给出模棱两可的说法，让患者自己决定。如果发作较为频繁（一年大于一次）或者发作超过三次，手术是需要的。也亲眼所见有患者从来没发作过，第一次进医院是胆结石诱发胆囊癌。并且根据美国研究结果（gallstone reccurance rate），胆结石长得越大，复发概率就越高。请尽早下定决心治疗。

#### 後遺症
手術後不能保證毫無後遺症，為了避免起見，宜在病情或併發症尚未嚴重之前進行手術。

#### 復發
手術後的復發以膽紅質石居多，膽固醇石較少。為了防止復發，一定得將膽石完全去除;可在手術進行的同時，施行膽管直接造影法，以免留下膽石。

#### 膽囊的切除與壽命
膽囊的切除對患者生活沒多大妨礙，所以只要手術後未留下障礙便可延長壽命。

## 療養與日常生活
膽石疝痛發作中及發作後不久，出現黃疸與發高燒時，應保持安靜，注意飲食。避免刺激物、脂肪、不消化物的食用。且在發作後的數日內，多加休息。
若在發作之外的時間內沐浴，對身體並無妨礙。只能做某種程度的運動，但諸如高爾夫球、棒球、柔道等需急速扭轉腹部之運動，宜儘量避免。
有膽石的女性如果妊娠，只會在生產後發作。但很意外地，許多女性卻安然地度過，所以不必過於憂慮。
若手術後兩個月不出現症狀，即可過正常的生活。

### 預防
攝取過量脂肪、暴食暴飲，生活不規律、便秘、操勞過度等是產生膽石的誘因。常年坐著工作或有束腹習慣的人，其體內膽汁的流動會變差，最後形成膽石。最好經常伸展四肢，做做運動，減輕腹部的負擔。